# 列日尼齊亞
50°43′37″N 24°5′40″E / 50.72694°N 24.09444°E
列日尼齊亞（烏克蘭語：Лежниця），是烏克蘭的村落，位於該國西部沃倫州，由沃洛德米爾區負責管轄，面積5.8平方公里，海拔高度210米，2001年人口443，人口密度每平方公里76.38人。